# Propaganda de la Italia fascista

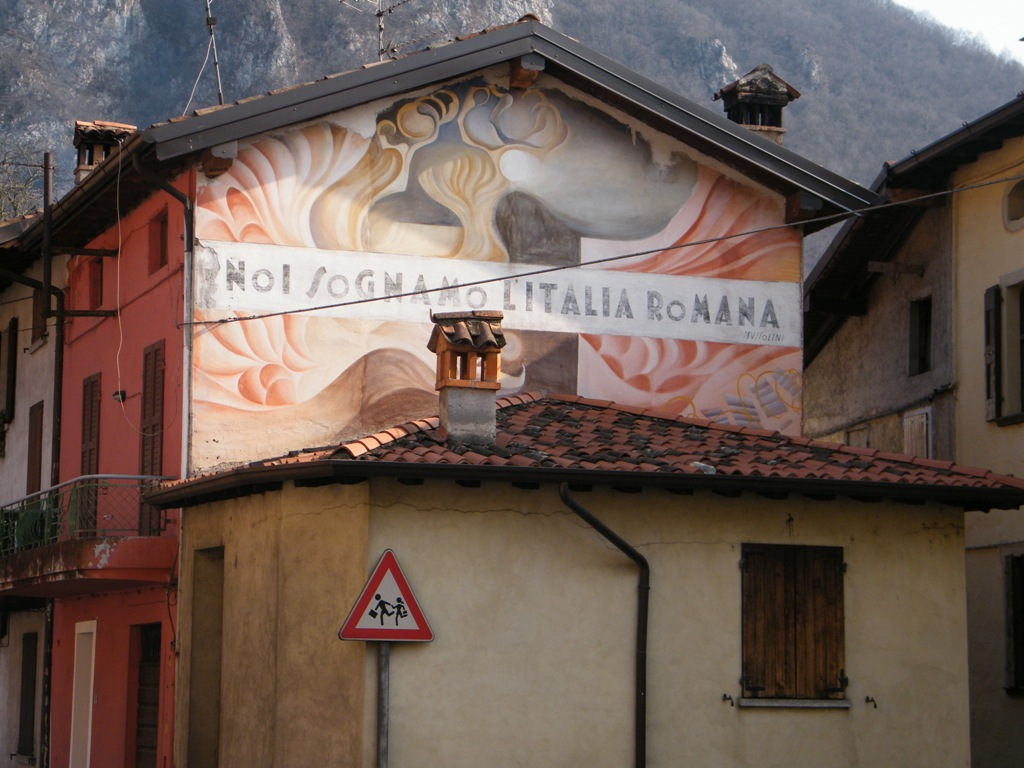
Lema fascista: "Soñamos con una Italia romana".

La propaganda de la Italia fascista fue el material presentado por el fascismo italiano para justificar su autoridad y programas y alentar el apoyo popular.

## Uso
El régimen fascista hizo un fuerte uso de la propaganda, incluidos el boato y la retórica, para inspirar a la nación a la unidad que obedecería.
Al principio, todos los esfuerzos de propaganda se agruparon bajo la oficina de prensa; los esfuerzos de propaganda se organizaron lentamente hasta que se creó un Ministerio de Cultura Popular en 1937. Se creó un ministerio especial de propaganda en 1935, con el propósito declarado de decir la verdad sobre el fascismo, refutar las mentiras de sus enemigos y aclarar las ambigüedades que eran de esperar en un movimiento tan grande y dinámico.

## Doctrina
La doctrina fascista se expuso por primera vez en El Manifesto de los Fasci de Combate Italianos, y se enumeró más adelante en La Doctrina del Fascismo supuestamente escrita en su totalidad por Benito Mussolini, pero solo escribió la segunda parte, la primera parte en realidad también fue escrita por Giovanni Gentile.

Las contradicciones internas del fascismo fueron justificadas por Mussolini como producto de su naturaleza: una doctrina de acción, una revuelta contra la conformidad y la alienación de la sociedad burguesa.
El fascista acepta y ama la vida; él rechaza y desprecia el suicidio como cobarde. La vida tal como la entiende significa deber, elevación, conquista; la vida debe ser elevada y plena, debe vivirse para uno mismo pero, sobre todo, para los demás, tanto cerca de ti como de lejos, presente y futuro.

- Benito Mussolini, La doctrina del fascismo, 1933.

## Temas

### Culto a la personalidad

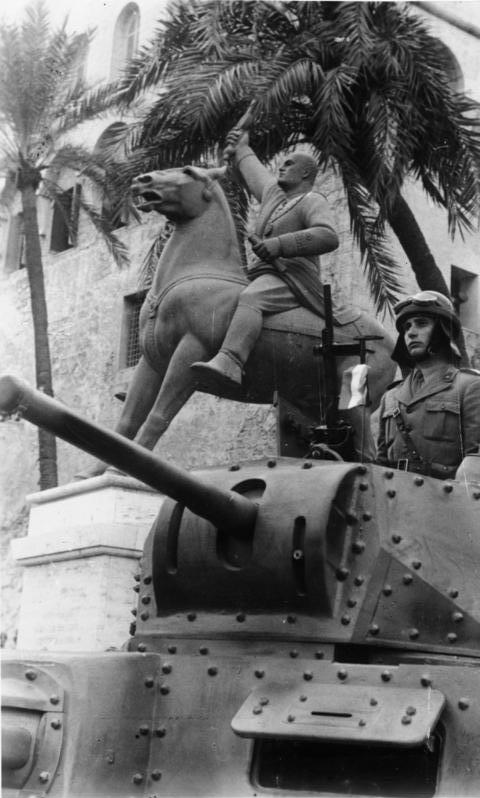
Estatua de Mussolini en Libia.

Il Duce era el centro del fascismo y retratado como tal. El culto al Duce fue en muchos aspectos la fuerza unificadora del régimen fascista, actuando como un denominador común de varios grupos políticos y clases sociales en el partido fascista y la sociedad italiana. Este culto al liderazgo ayudó a reconciliar a los italianos con el régimen a pesar de la molestia con los funcionarios locales. Un eslogan básico proclamaba que Mussolini siempre tenía razón (en italiano: Il Duce ha sempre ragione).
La publicidad interminable giraba en torno a Mussolini con periódicos que recibían instrucciones sobre qué informar exactamente sobre él.
En general, fue retratado de una manera machista, aunque también podría aparecer como un hombre del Renacimiento, o como militar, familiar o incluso común. Esto reflejaba su presentación como un hombre universal, capaz de todos los temas; se dejó una luz encendida en su oficina mucho después de que se durmiera como parte de la propaganda para presentarlo como un insomnio debido a su naturaleza impulsada al trabajo. Mussolini como practicante de varios deportes como esgrima, automovilismo, esquí, equitación, domesticación de leones y natación fue promovido para crear una imagen de un héroe valiente. El prestigio de Mussolini como héroe aviador a la manera de Charles Lindbergh fue especialmente importante, ya que para el fascismo el avión encarnaba cualidades como dinamismo, energía y coraje. Mussolini mismo supervisó qué fotografías podrían aparecer, rechazando algunas, por ejemplo, porque no era lo suficientemente prominente en un grupo.
La juventud de Mussolini (cuando asumió el cargo, se convirtió en el Primer ministro más joven en la historia de Italia), y se promovió su apariencia viril y enérgica. En el simbolismo fascista, la juventud constituyó una metáfora de acción y vitalidad, enfatizando así la naturaleza del fascismo como una ideología revolucionaria en contraste con la estasis de la democracia liberal. El himno oficial del movimiento fascista, la Giovinezza, vincula los conceptos de juventud, el renacimiento de la nación y el reinado de Mussolini en una unidad simbólica. La publicidad de los cumpleaños y enfermedades de Mussolini fue prohibida para los periodistas, para dar la impresión de que no estaba envejeciendo. El aspecto erótico del culto también fue prominente: aunque Mussolini fue retratado como un hombre de familia respetable, al mismo tiempo, la propaganda estatal hizo poco para contrarrestar la idea de que tenía magnetismo sexual para las mujeres y era promiscuo.
Las leyendas de Mussolini desafiando a la muerte durante la Primera Guerra Mundial y los intentos de asesinato se distribuyeron para darle al dictador un aura mítica e inmortal. Se dijo que el cuerpo de Mussolini había sido perforado por la metralla al igual que San Sebastián había sido perforado por las flechas; La diferencia es que Mussolini había sobrevivido a esta prueba. También fue comparado con San Francisco de Asís, quien, como Mussolini, "sufrió y se sacrificó por los demás". El origen humilde de Mussolini se describió con paralelos explícitos con la vida de Cristo: al escribir sobre su padre y madre herrero, la propaganda fascista los presentó simbólicamente como la Sagrada Familia ("No son más que María y José en relación con Cristo"). Su ciudad natal, Predappio, se desarrolló como un lugar de turismo de masas y peregrinación simbólica. El Vaticano implicaba que los poderes celestiales sabían que Mussolini había salvado a Italia del bolchevismo y, por lo tanto, lo había protegido. El papa Pío XI se refirió a él como "el hombre de la Providencia" durante las secuelas del Tratado de Letrán. La prensa describió sus discursos como reuniones sacramentales del Duce y la gente. El estilo melodramático de oratoria de Mussolini era pantomímico y litúrgico, con poses exageradas y movimientos de las manos y variaciones notables en el tono y el tono de su voz. Mussolini pretendía que sus discursos fueran representaciones teatrales inspiradoras de la fe, afirmando que "la multitud no tiene que saber, debe creer".
Además de ser representado como elegido por Dios, el régimen presentó al propio Mussolini con características omnipotentes o divinas, como ser capaz de trabajar cantidades sobrehumanas (14-16 horas) diariamente y nunca parecer cansado. Los periódicos fascistas dieron a entender incluso que Mussolini había realizado milagros, como detener el flujo de lava del monte Etna e invocar la lluvia en la libia que sufre la sequía durante su visita a la región en marzo de 1937. Una historia de un niño sordo y mudo curado después de escuchando en una multitud un discurso del Duce se contó en un manual de la escuela primaria.

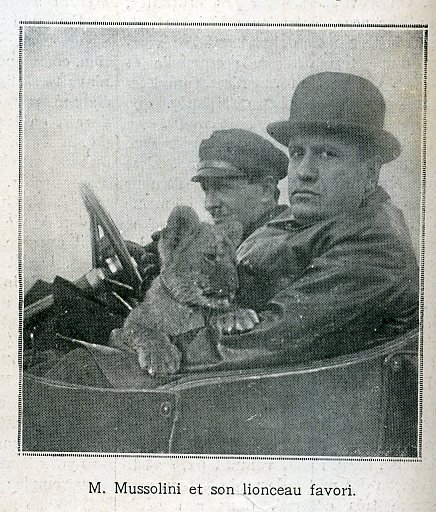
Mussolini con su mascota Ras, un cachorro de león, 1924.

Su imagen abiertamente beligerante no impidió que los periódicos declararan que había hecho más por la paz que nadie, con el principio de que Mussolini siempre lo hizo mejor que todos los demás.
Su imagen proclamaba que había mejorado al pueblo italiano moral, material y espiritualmente.
Él era el Duce y proclamado en canciones incluso antes de la toma del poder.
La guerra en Etiopía se presentó como un renacimiento del Imperio Romano, con Mussolini como Augusto.
Para mejorar la imagen del fascismo en el norte de África y Levante y obtener el apoyo de los árabes, Mussolini se había declarado el "Protector del Islam" durante una visita oficial a Libia en 1937.

### Acción
El fascismo se encontraba entre los movimientos más visibles que exaltaban la acción sobre el diálogo y la violencia sobre la razón, acción en parte derivada de la Primera Guerra Mundial. Esto se usó para justificar la adopción de ciertos principios y abandonarlos posteriormente.
Los problemas económicos de Italia se presentaron con soluciones de estilo heroico y militarista, y los programas para enfrentarlos solían tener nombres como la "batalla del Trigo" y la "batalla de la lira".

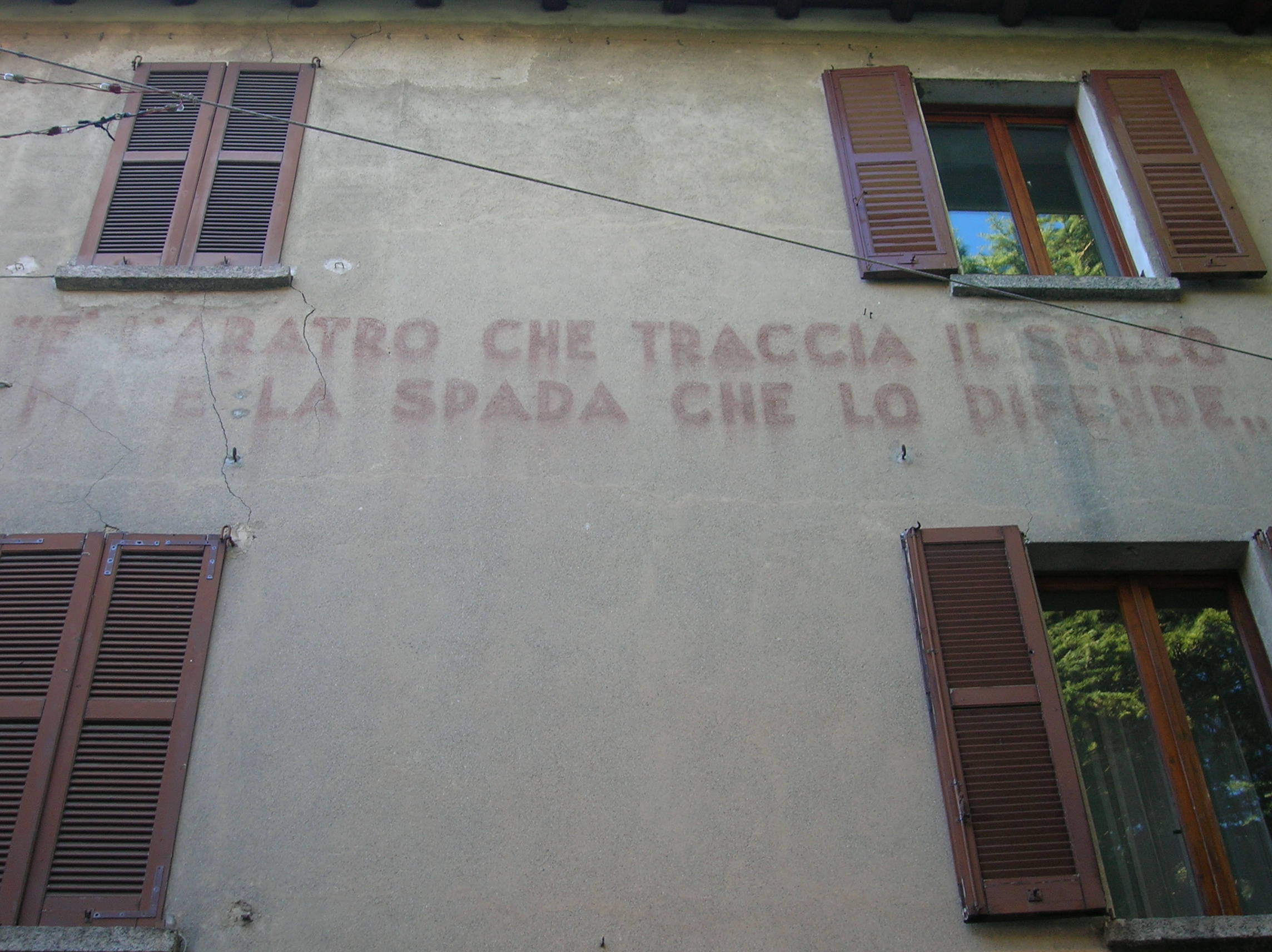
Lema: "El arado hace el surco, pero la espada lo defiende", con referencia a la leyenda de Rómulo y Remo.

Los asuntos militares también fueron elogiados directamente, con el objetivo de obtener la primacía bélica en tierra, mar y aire, rechazando el pacifismo. Como, según afirmaba Mussolini, la guerra era para el hombre lo que la maternidad era para la mujer, la opción del desarme era inviable para Italia.
La guerra y el asesinato fueron elogiados como la esencia de la virilidad. Una enciclopedia fascista proclamó: "Nada se gana en la historia sin derramamiento de sangre". Esto se basaba en lemas más antiguos, exaltados en la Primera Guerra Mundial, con mandatos como el de que el sufrimiento era necesario para la grandeza. La Primera Guerra Mundial fue citada a menudo en la propaganda fascista, con muchos fascistas prominentes mostrando muchas medallas del conflicto. Para figuras como Gabriele d'Annunzio, el retorno de la paz a Europa solo significaba el regreso de la monotonía en la vida diaria, mientras que el ideal todavía era la guerra, temas que el fascismo dibujó en su propaganda. Mussolini, poco antes de la toma del poder, proclamó la violencia mejor que el compromiso y la negociación. Posteriormente, hubo un período prolongado en el que la ausencia de acción militar no impidió al gobierno hacer muchas declaraciones beligerantes. Las entrevistas que aparecieron en la prensa extranjera, donde Mussolini habló de querer la paz, fueron censuradas antes de aparecer en los periódicos italianos. 
En ese contexto, la anexión de Albania en abril de 1939 se presentó como un espléndido acto de agresión. En el período previo a la Segunda Guerra Mundial, la afirmación de Mussolini de que podía desplegar 8 millones de soldados se exageró rápidamente a 9 millones, y luego a 12 millones. La pose continuamente belicosa y guerrerista creada por la propaganda italiana creó una sensación de vergüenza con el estallido de la Segunda Guerra Mundial en setiembre de 1939, donde el régimen fascista advirtió que el no unirse a la guerra de inmediato socavaría el efecto propagandístico.
Los italianos fueron llamados a ser como legionarios romanos, mientras que sus oponentes fueron representados como débiles y cautivados por el dinero. Gran Bretaña fue denunciada en particular, aunque tanto Francia como Estados Unidos (cuando sus simpatías se estaban volviendo claramente hacia los Aliados) también fueron objeto de abuso.
El heroísmo fue exagerado. La violencia fascista antes de su toma del poder fue legitimada. La Marcha sobre Roma de octubre de 1922 se presentó, míticamente, como una toma de poder sangrienta y heroica aunque durante la Marcha misma fueron muy raros los enfrentamientos entre fascitas y autoridades. En esa línea de ideas, el futurismo fue una parte útil de la escena cultural, debido a sus elementos militaristas y su exaltación del dinamismo y la fuerza.

### Unidad

El fasces de la unidad.

La unidad nacional y social estaba simbolizada por los propios fasces de la Antigua Roma, los palos unidos eran más fuertes juntos que individualmente. Esto se basó en temas militares de la Primera Guerra Mundial, donde los italianos fueron llamados a fundirse en una unidad. Mussolini proclamó abiertamente que los fascistas estaban dispuestos a matar o morir cuando se trataba de la patria mientras se preparaba la Marcha sobre Roma. Del mismo modo, declaró que el Estado no debilitaba al individuo, al igual que un soldado no estaba debilitado por el resto del regimiento.
Esto fue parte de un rechazo explícito del individualismo y del liberalismo, de hecho el aspecto punitivo de los fasces, que contienen un hacha, no se omite. Además, el fascismo debía ser un totalitario, es decir, una experiencia total en la vida del individuo, ya que era imposible para un fascista actuar como tal solo en cuestiones de política y, por lo tanto, rechazaba abiertamente la separación de las esferas pública y privada propia del liberalismo pues el fascismo no era simplemente un partido político como tantos otros antes de él sino que implicaba una forma de vida. El estado corporativista se ofreció como una forma política unificadora, en oposición a la democracia liberal con lo cual el fascismo y el Estado fueron identificados como un mismo cuerpo, siendo que todo aspecto de la vida humana debía ser abarcado en el Estado y por tanto debía estar bajo la influencia del fascismo.
El trabajo se presentó como un deber social, porque Italia era considerada "mayor que cualquier propósito individual", lo cual dio base al corporativismo del régimen, su búsqueda de la paz social a todo trance y su rechazo firme al criterio marxista de la lucha de clases; en ese contexto las colmenas se presentaron como un modelo de industria y también de armonía.
Además, esta unidad permitiría que toda la nación se apoyara en la necesidad militar. Las sanciones impuestas por la Liga de las Naciones cuando Italia atacó a Etiopía se utilizaron para unir al país contra esta "agresión", lo cual significaba que los regionalismos y localismos existentes en Italia eran inaceptables para el régimen fascista.

### Imperio
Revivir las glorias del antiguo Imperio Romano en la Italia moderna era un tema común de la propaganda fascista. Este propósito requería el control efectivo -político y económico- del Mare Nostrum, como se llamaba al Mar Mediterráneo en la Roma imperial. Ante ello, Francia, Gran Bretaña y otras potencias fueron denunciadas por haber mantenido a Italia aislada. Se hicieron esfuerzos concertados en la propaganda oficial para aumentar el entusiasmo por el colonialismo entre las masas italianas en la década de 1930.
Además de sus aspectos simbólicos, los fascios habían sido llevados por los lictores de la antigua Roma como una representación de la autoridad y tal idea fue revivida por el fascismo. El 21 de abril, aniversario de la legendaria fundación de Roma en el año 753 a. C., se proclamó una fiesta fascista destinada a reemplazar el Día del Trabajo de raíz socialista y cambiarlo por una celebración oficial de las virtudes romanas del "trabajo" y la "disciplina". El papel de la antigua Roma en el establecimiento del cristianismo como religión universal también fue exaltado.
La arquitectura se utilizó para complementar el "renacimiento romano" al yuxtaponer monumentos modernos con edificios antiguos, como la creación de la Via dell'Impero. En la misma ciudad de Roma, los proyectos arqueológicos propagandísticos que implican la limpieza, el aislamiento (a menudo destruyendo deliberadamente los edificios medievales circundantes) y la restauración de monumentos clave como el Ara Pacis y el Mausoleo de Augusto recibieron un fuerte apoyo del régimen fascista. Un evento de propaganda importante fue la inauguración de la "Exposición Augustea de la romanidad" el 23 de septiembre de 1937 para celebrar los dos mil años del nacimiento de Augusto. Aquí se enfatizó la conexión simbólica entre el liderazgo cesáreo de Augusto y la dictadura de Mussolini. En la entrada de la exposición se inscribió una cita de Mussolini: "Italianos, debéis aseguraros de que las glorias del pasado sean superadas por los triunfos del futuro", de este modo la antigua Roma constituyó un punto de referencia en el plan del fascismo de construir una Italia agresiva y con visión de futuro. Después de la exitosa campaña militar contra Abisinia culminada en mayo de 1936 y la posterior proclamación del Imperio italiano de Etiopía, la propaganda del régimen describió el fascismo con frases más exaltadas, ahora incluso eclipsando su pasado romano.

### Spazio vitale
Artículo principal: Spazio vitale

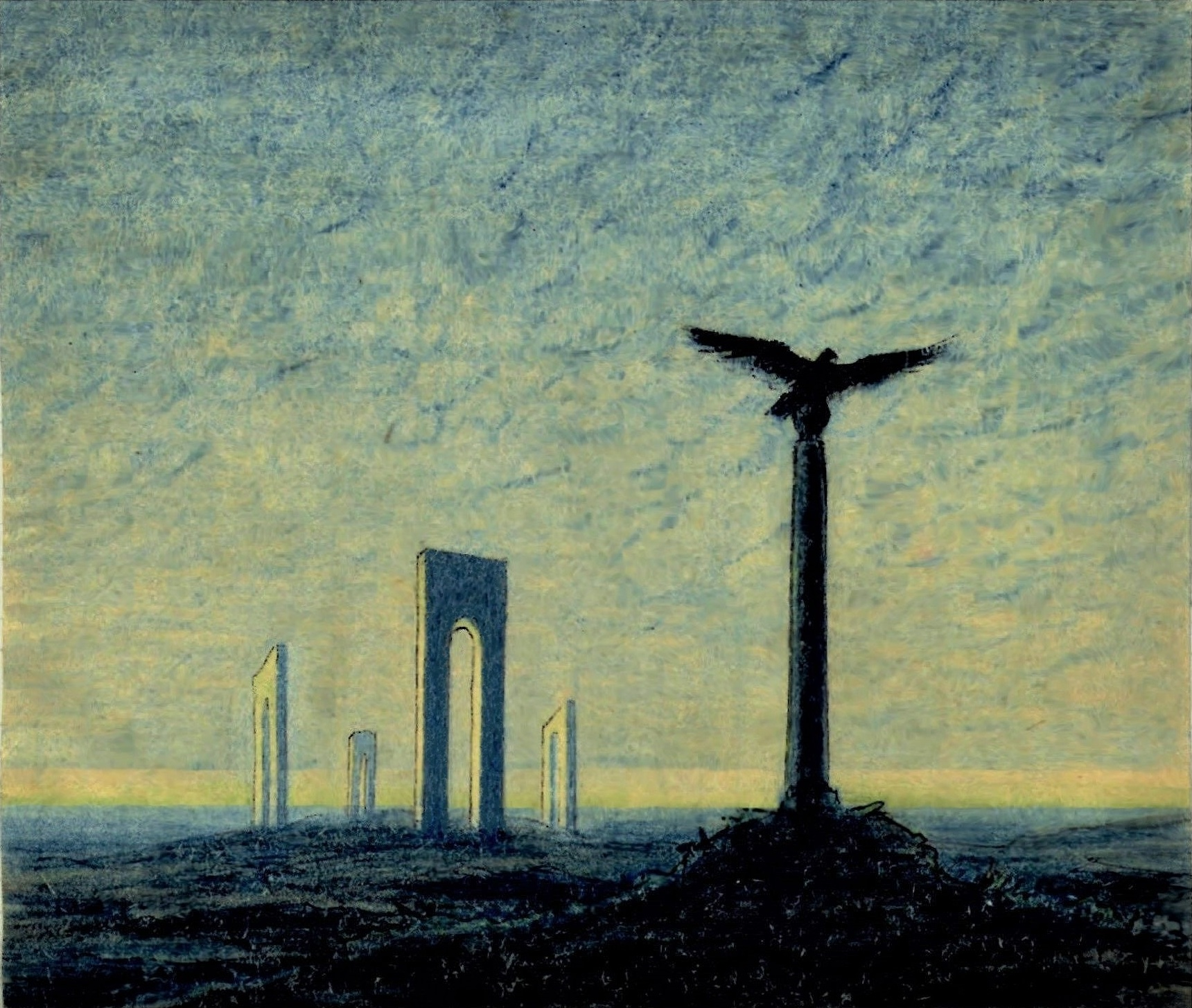
En la propaganda fascista, los muertos son considerados parte de la lucha por el "espacio vital": "Guardia en las fronteras" (Guardia ai confini), proyecto para un cementerio de guerra por Arnaldo dell'Ira, 1941.

El Spazio vitale, espacio vital, fue un criterio parecido al Lebensraum de la Alemania nazi y se presentó como una necesidad de conquista donde Italia obtendría las materias primas valiosas que le faltaban, ganaría mercados para sus productos, y conseguiría una expansión económica suficiente para asegurar la properidad italiana. No obstante, a diferencia del proyecto hitleriano, el spazio vitale no exigía el exterminio o esclavización de las poblaciones extranjeras, ni su asimilación cultural, sino que solamente les imponía el control político-económico italiano. La propaganda alegaba que el spazio vitale fortalecería al país extrayendo su población excedente, enviando campesinos sin tierra y desempleados a trabajar grandes extensiones agrarias, comprar productos italianos y actuar como guarnición. La propaganda afirmaba tras 1936 que millones de italianos podrían ser trasladados a la recién conquistada Etiopía, y se hicieron afirmaciones exageradas de sus recursos.
Esto, según la propaganda del régimen, enmendaría la situación después de la Primera Guerra Mundial, donde los demás países vencedores habían traicionado a Italia en el Tratado de Versalles para impedir la expansión italiana a los territorios de los antiguos imperios austrohúngaro y otomano, pese a estar los italianos en el bando triunfante; esa fallida expansión además se habría convertido en un "derecho" de Italia debido a sus grandes sacrificios en la guerra.

### Fertilidad
Incluso argumentando que la población tenía que ser drenada, la propaganda instó a una mayor fertilidad, despreciando a los hombres que no lograron producir niños y mujeres cuyas modas parisinas no les servían para tener hijos. Los lemas instaban a la maternidad como la forma femenina del patriotismo. Mussolini ordenó a los jefes de las organizaciones de mujeres fascistas que se fueran a sus casas y les dijeran que necesitaban muchos nacimientos. Para ayudar a la "batalla de los nacimientos", se tuvo que prestar asistencia a las madres y los recién nacidos, y se anunció la fundación de una organización para hacerlo. La anticoncepción fue denunciada como productora de problemas médicos.
Mussolini también pidió una Italia más rural para aumentar los nacimientos.
Las "batallas" para reclamar tierras y aumentar la producción de grano, dijo Mussolini, habían producido lo suficiente como para que Italia pudiera tener diez millones más.

### Civilización
La retórica fascista retrató el ataque a Etiopía de 1935 como un avance en la causa de la civilización occidental. En ese contexto se pidió a otras naciones europeas que se unieran a Italia contra los "salvajes caníbales y esclavistas"  mostrando a los etíopes bajo el peor ángulo posible.
Esto fue respaldado con una de sus ceremonias más impresionantes, la iniciativa Oro por la Patria, que involucró la donación de miles de anillos de bodas y otras joyas de oro por parte de ciudadanos italianos al régimen fascista, con miras a solventar la guerra contra Abisinia, a cambio los donantes recibían pulseras de acero grabadas con las palabras "Oro por la Patria". Muchos italianos  participaron, e incluso Rachele Mussolini -esposa del Duce- fue conocida por haber donado su anillo de bodas. El oro así obtenido fue luego recolectado y utilizado para financiar el esfuerzo de guerra.

#### Anti-Etiopía
Durante la campaña contra Abisinia de 1935, se difundió propaganda fascista sobre exageradas atrocidades cometidas por tropas etíopes, alegando torturas o asesinato de prisioneros italianos como mal uso del símbolo de la Cruz Roja para ocultar instalaciones militares etíopes, lo cual servía a su vez para mostrar al gobierno de Abisinia como bárbaro que vulneraba las normas de derecho internacional, además de justificar la agresión italiana incluyendo ataques a instalaciones civiles etíopes o el empleo de gases tóxicos por las tropas italianas.

### Economía
Se propagó una serie de mentiras calculadas para ganar apoyo para la empresa etíope al afirmar que Italia era autosuficiente en alimentos y que se había acumulado suficiente petróleo.

### Bolchevismo

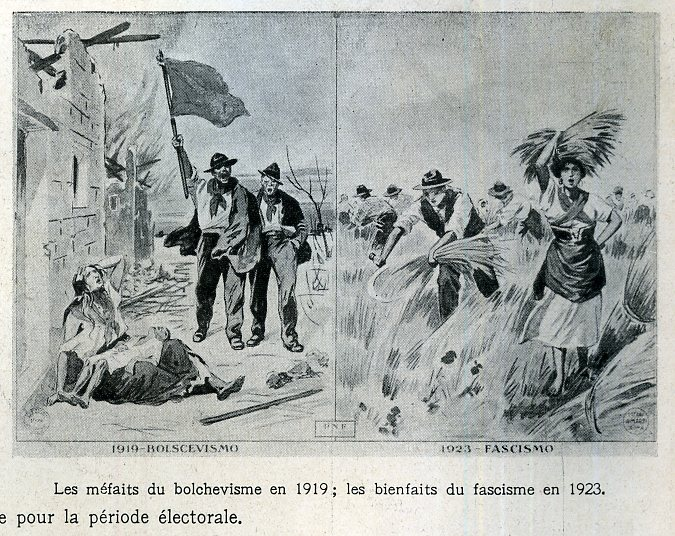
"Las fechorías del bolchevismo en 1919, los beneficios del fascismo en 1923".

El marxismo fue perseguido y censurado, particularmente en sus formas internacionalistas que se consideraban dañinas para la causa fascista. En tanto el fascismo pretendía una sociedad unificada y militarizada en torno al nacionalismo más exacerbado y suprimir la lucha de clases para este fin, la insistencia del socialismo y el comunismo en la solidaridad del proletariado por encima de las fronteras nacionales causó el firme rechazo de la propaganda fascista que retrataba como perjudicial cualquier "solidaridad" de italianos con masas extranjeras, que sólo debilitarían a Italia y romperían la unidad del país. De hecho, las fuerzas socialistas italianas tan numerosas en Italia tras el fin de la guerra en 1918 fueron denunciadas por la propaganda del fascismo como un "ejército ruso", tachando además a comunistas y socialistas de bárbaros o antipatriotas que solamente generaban destrucción económica y conmoción social. Un editorialista, temeroso de que la violencia fascista repugnara a las mujeres, les advirtió que los asesinatos eran necesarios para salvar a Italia de la "bestia bolchevique".
De hecho, en su primer discurso como diputado, Mussolini mismo proclamó que no era posible hacer tratos entre el comunismo y el fascismo, incluso mientras proclamaba su disposición a trabajar con otros grupos políticos. Consistente con ello, la guerra civil española se presentó en la propaganda fascista como una cruzada contra el comunismo.

### Cultura extranjera
El influjo de la cultura extranjera fue combatido. El "americanismo" fue objeto de una campaña de propaganda organizada al que se atacó como una "mancha de grasa que se está extendiendo por toda la vida europea". Las novelas francesas y rusas, y el Esquema de la historia universal de H. G. Wells, también fueron atacados por contaminar a los jóvenes. La literatura británica fue utilizada para mostrarlos tan decadentes como los franceses, se denunció su baja tasa de natalidad y se proclamó que Italia había salvado a Gran Bretaña y Francia en la Primera Guerra Mundial.
La italianización de los nombres de las calles y los monumentos en las regiones lingüísticas eslavas y alemanas de Italia fue ordenada por la legislación, mientras que los maestros que daban instrucciones en idiomas distintos al italiano fueron perseguidos (ver Katakombenschule). En 1926, se introdujo una nueva legislación que decreta la italianización de los apellidos eslavos. Los clubes deportivos también se vieron obligados a italizar sus nombres: A.C.Milan se convirtió en Milano e Internazionale pasó a llamarse Ambrosiana, en honor al santo patrón de Milán.

### Democracia
La democracia y el liberalismo se pronunciaron moribundos, citando los elogios que el fascismo recibía en todas partes, y los trabajadores de América del Norte desearon tener un Mussolini. Este demostraba la superioridad inherente de los regímenes autocráticos a las democracias, al solucionar problemas a los que el liberalismo no daba respuesta. En 1934, Mussolini declaró muertos a la democracia y el liberalismo. La cultura y la moral burguesas fueron vistas como partes integrales del liberalismo y, por lo tanto, fueron atacadas. La burguesía supuestamente valoraba el utilitarismo, el materialismo, el bienestar y el mantenimiento del status quo en lugar de las virtudes fascistas del dinamismo, el coraje, la disciplina y el sacrificio personal. El 29 de noviembre de 1937 se inauguró una exposición anti-burguesa. Denunció "aspectos típicos de la mentalidad burguesa" y ridiculizó gestos y costumbres como apretones de manos, trajes, sombreros de copa y té de la tarde, todo a lo que el fascismo debía proporcionar sus propios reemplazos, tales como el saludo romano. Incluso el calendario gregoriano se consideraba burgués: en la Era Fascista, el año comenzó el 29 de octubre, el día posterior al aniversario de la Marcha en Roma, y los años debían contarse desde 1922 con números romanos.
El ascenso nazi al poder fue utilizado como la imitación de Alemania por Italia, que pronto sería seguida por otras naciones.
El ataque a Etiopía se enmarcó en el vigor y el idealismo de Italia que aplastó fácilmente a las democracias decadentes, sin sangre y cobardes, especialmente porque apoyaban a los bárbaros sobre la madre de las civilizaciones.

### Plutocracia
Estados Unidos era particularmente objeto de crítica por su riqueza y posición.
Unirse a la Segunda Guerra Mundial se presentó como una guerra contra las plutocracias decadentes. También se afirmó que estas potencias habían impedido el imperialismo italiano. Mussolini ya había comenzado a denunciar la opresión que sufría Italia en fechas tan tempranas como durante las negociaciones de paz de la Primera Guerra Mundial y los primeros días del fascismo como movimiento.

## Medios de comunicación

### Periódicos
A las autoridades se les permitió confiscar periódicos por el hecho de que publicaron información falsa que podría incitar al odio de clase o despreciar al gobierno. Mientras tanto, las revistas profascistas fueron subsidiadas, y para 1926, se necesitaba permiso del gobierno para publicar.

### Eslóganes

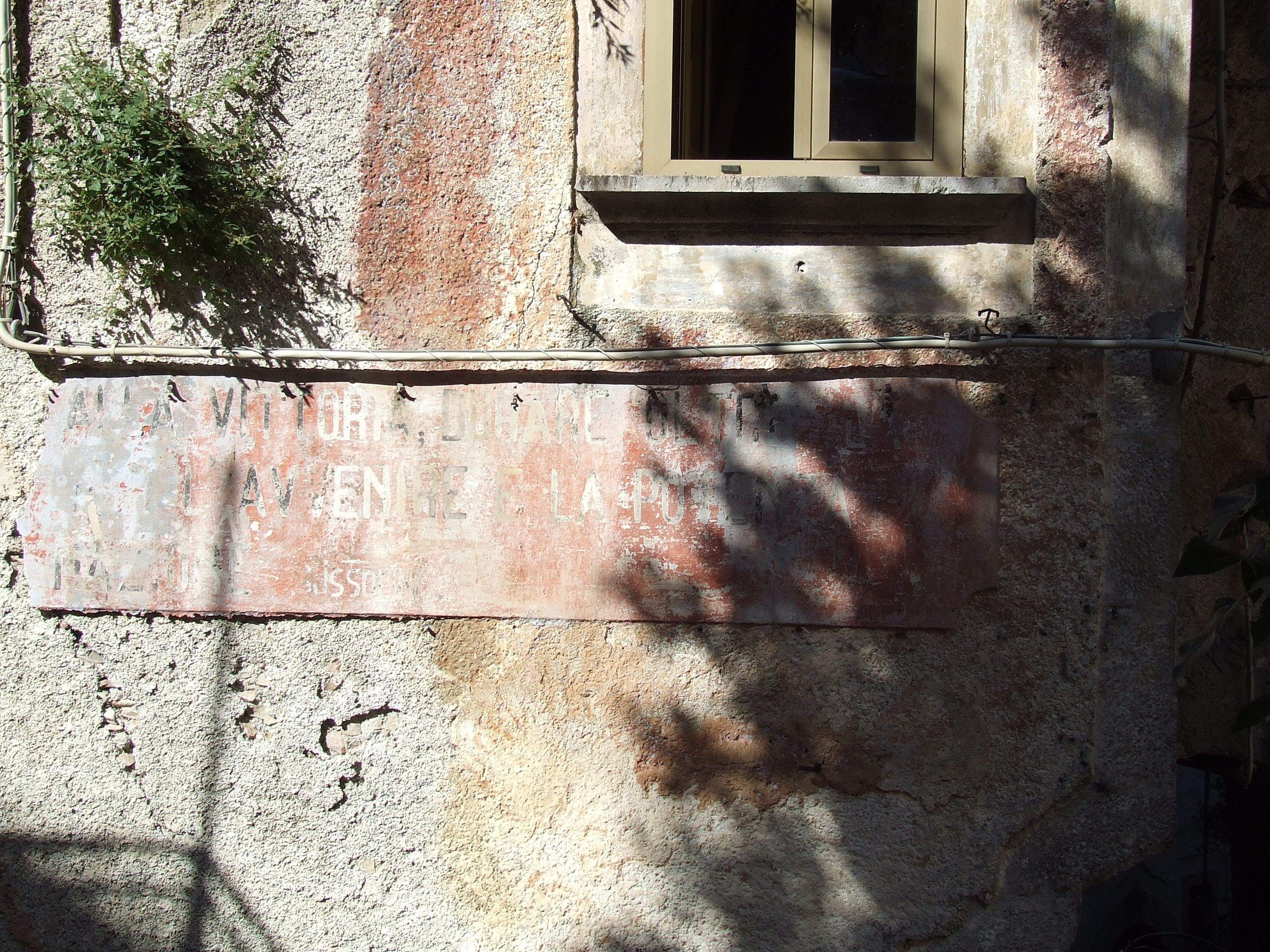
"Durare sino alla vittoria! Durare oltre la vittoria, per l'avvenire e la potenza della nazione".

Los lemas se usaban ampliamente, inscritos en las paredes.

### Cartelería
Muchos de los principales artistas gráficos de Italia produjeron carteles fascistas.
Para contrarrestar los panfletos británicos que proclamaban que las bombas eran la maldición de Garibaldi, los carteles proclamaban que una derrota británica significaba algo peor que las bombas, la barbarie les ocurriría. Los estadounidenses fueron representados como dispuestos a saquear los tesoros de Italia.

### Marchas
Se idearon dos marchas importantes como propaganda: la Marcha sobre Roma, donde Mussolini exigió poder, y la Marcha de la Voluntad de Hierro, para capturar la capital etíope. La noción de una "marcha sobre Roma" como un concepto para inspirar heroísmo y sacrificio, y los fascistas hicieron pleno uso de la noción.

### Música
Las canciones fueron ampliamente utilizadas con fines de propaganda. Incluso antes de la toma del poder, Mussolini fue alabado en canción. Su himno fue Giovinezza ("Juventud"). La difusión y reproducción de música americana, como el jazz, fue prohibiéndose progresivamente al ser considerada un producto cultural afroamericano, vistos por el régimen fascista como una raza inferior y contaminada.

### Radio
Con la difusión de la propiedad de las unidades de radio durante el régimen fascista, la radio se convirtió en la principal herramienta para propagar a la población. Fue utilizado para transmitir los discursos al aire libre de Mussolini y como un instrumento para propagar la juventud. El autor estadounidense Ezra Pound transmitió por radio de onda corta para propagar a los Estados Unidos.

### Cine
En 1924, el gobierno fascista creó el Instituto Luce para supervisar las operaciones cinematográficas en Italia. El papel principal de esta organización fue la creación de noticiarios mostrados antes de las películas. De 1934 a 1935, los gobiernos fascistas hicieron más esfuerzos para controlar la industria del cine. En 1934, Luigi Freddi dirigió la Direzione Generale per la Cinema, cuyo propósito era censurar películas que pudieran ser perjudiciales para el gobierno fascista. Como parte de esto, se prohibieron muchas películas americanas y se modificaron muchos guiones italianos. En 1935, la Ente Nazionale Industrie Cinematografiche, o ENIC, se creó para hacer películas después de comprar una cadena de salas de cine, cuando se expandió en 1938 para regular el número de películas extranjeras que ingresan a Italia. El régimen fascista nunca tuvo éxito en hacer películas propagandísticas capaces de mostrar un mensaje político. La película no se usaba ampliamente para propaganda, ya que el público italiano no estaba interesado en las películas "serias" que el gobierno producía porque querían películas realistas, pero la censura se usaba mucho para evitar material no deseado, y se creó un organismo gubernamental para producir documentales. sobre logros fascistas.

### Teatro
El sector teatral fue uno de los que más ayudas públicas recibió. En 1923 se fundó la Corporazione Nazionale del Teatro e della Regia Teatrale y, al año siguiente, el Ente Nazionale Teatro. En 1935 la censura teatral, antes a cargo de los prefectos locales, pasó a centralizarse en una oficina de inspección —posteriormente dirección general— para el teatro y la música. El principal objetivo del régimen era lograr que las representaciones teatrales siguieran la línea política fascista, bajo un programa nacional y el uso de la lengua italiana.
A su vez, la OND promovió el teatro popular mediante iniciativas como el "sábado teatral" (con entradas a precios muy bajos) o la formación de grupos de aficionados: en 1937 había más de dos mil. Este teatro de masas derivó en un teatro político de apoyo a las campañas militares y coloniales. El propio Mussolini, con ayuda de Giovacchino Forzano y montaje de Paolo Giordani, escribió guiones teatrales: Campo de maggio en 1929 (de la que se rodó versión cinematográfica), Villafranca en 1931 y Cesare en 1939.

### Educación
Los planes de estudio para las escuelas se revisaron de inmediato con fines fascistas, de una manera que los nazis admitieron imitar, de modo que las escuelas primarias pronto dedicaron el veinte por ciento de su tiempo a enseñar a los niños a ser buenos fascistas. Los maestros fueron removidos si no se conformaban, y los libros de texto debían enfatizar el "alma fascista".

### Grupos de juventudes
Los jóvenes fascistas y los grupos fascistas universitarios existían para canalizar el talento hacia el partido fascista, y durante varios años fueron la única fuente de nuevos miembros del partido. Los estudiantes pronto aprendieron que tenían que unirse a los grupos universitarios para avanzar. Mussolini proclamó que su propósito era inspirar a los jóvenes para el poder y las conquistas, y como fascistas.
Hasta los catorce años, los grupos eran principalmente deportes para la buena forma física, pero a los catorce años, se agregaron ejercicios militares. Se les dieron canciones y mandamientos para moldear sus puntos de vista. Todo, desde institutos culturales hasta campamentos, se desplegó para consolidar actividades sobre el fascismo.